# Iouli Karassik
Iouli Iourevitch Karassik (en russe : Юлий Юрьевич Карасик, en ukrainien : Ю́лій Ю́рійович Кара́сик) est un réalisateur et un scénariste soviétique (russe et ukrainien) né le 24 août 1923 à Kherson, en RSS d'Ukraine (Union soviétique) et mort le 21 janvier 2005 à Moscou, en Russie.

## Biographie
Né à Kherson, Iouli Iourevitch Karassik passe son enfance dans sa ville natale et en 1940 commence à étudier le cinéma sous la direction d'Alexandre Zarkhi et de Iossif Kheifitz, à l'école d'acteurs de cinéma Lenfilm à Léningrad qu'il quitte lorsque l'URSS fut entraînée dans la Seconde Guerre mondiale. En 1942, il étudie les armements chimiques défensifs à l'école militaire des cadets à Tachkent puis sera envoyé au front, dans le Caucase pour y effectuer son service militaire.
En 1946, il étudie la philologie à l'Institut national de pédagogie de la faculté de lettres de Léningrad et prend des cours pour devenir réalisateur de films sous la direction de Sergueï Guerassimov et de Tamara Makarova. En 1951, il obtient son diplôme de réalisateur au VGIK, Institut national de la cinématographie, et débute en réalisant des films de vulgarisation scientifique et des documentaires. En 1953, il rejoint les rangs du PCUS. Son premier film de fiction, Attendre une lettre date de 1960. À partir de 1963 il travaille aux studios Mosfilm. On sait aussi qu'il a travaillé à Sverdlovsk Film Studio (en) et aux studios Lenfilm et qu'il a été directeur artistique aux Cours supérieurs de formation des scénaristes et réalisateurs à Moscou. Comme le montre sa filmographie, il collaborait avec d'autres réalisateurs en rédigeant des scénarios. En 1968, il réalise le film Six juillet sur le congrès des soviets du 5 juillet 1918 dont la sécheresse, sans doute voulue, rappelle celle d'un film documentaire. Il fut distingué par le titre d'artiste du peuple de la RSFSR en 1977.
Mort à Moscou, Youli Karassik est enterré au cimetière Troïekourovskoïe.

## Filmographie

### Réalisateur
- 1957 : Une histoire de pain, court métrage
- 1957 : Nappe phréatique, court métrage
- 1957 : Sur les autoroutes, court métrage
- 1960 : Attendre une lettre (ru) (Ждите писем)
- 1962 : Dingo, le Chien sauvage (Дикая собака динго)
- 1966 : L'Homme que j'aime (ru) (Человек, которого я люблю)
- 1968 : Six juillet (Шестое июля)
- 1972 : La Mouette (Чайка)
- 1974 : Le Mois le plus chaud (ru) (Самый жаркий месяц)
- 1976 : Notre propre opinion (ru) (Собственное мнение)
- 1979 : Le Verre d'eau (Стакан воды), téléfilm, adaptation de la pièce du même nom d'Eugène Scribe
- 1985 : Rivages dans la brume (ru) (Берега в тумане «мглистые берега»)
- 1987 : Le Ressortissant de la révolution (ru) (Подданные революции), coréalisé avec Sergueï Martianov (ru)
- 1987 : Sans soleil (ru) (Без солнца)
- 1996 : Les jours de mauvais temps (Дни ненастья)

### Scénariste
- 1966 : L'Homme que j'aime
- 1972 : La Mouette
- 1974 : Le Mois le plus chaud
- 1979 : Le Verre d'eau avec M. Filimonova
- 1981 : S'il n'y avait pas cette fille (Ja nebūtu šī skuķa) avec Alvis Lapiņš et Eno Raud, réalisé par Rihards Pīks
- 1983 : Dans la nuit bleue avec Natalia Sinelnikova
- 1987 : Le Ressortissant de la révolution avec Natalia Sinelnikova, réalisé par Sergueï Martyanov
- 1987 : Sans soleil

## Distinctions
- 1987: Sans soleil sélectionné pour le prix Nikas à Moscou en Russie
- 1973: La Mouette obtient le «Hugo d'argent» pour la meilleure adaptation d'une œuvre littéraire classique et pour l'interprétation de l'ensemble des acteurs au Festival international du film de Chicago
- 2006: L'Homme que j'aime sélectionné pour le festival des archives du cinéma russe «Belye Stolby» en Russie
- 2008: Dingo un chien sauvage sélectionné pour le festival international des premiers films «Esprit du feu» de Khanty-Mansiïsk en Russie
- 2011: Dingo un chien sauvage sélectionné pour le festival «Cinéma et littérature» de Gatchina en Russie